# Ovesné
Ovesné (německy Haberles) je malá vesnice, část obce Chroboly v okrese Prachatice v Jihočeském kraji. Nachází se asi dva kilometry jižně od Chrobol. Je zde evidováno 18 adres. V roce 2011 zde trvale žilo čtrnáct obyvatel.
Ovesné je také název katastrálního území o rozloze 5,79 km².

## Historie
První písemná zmínka o vesnici pochází z roku 1437.
Obec Ovesné patřila pod farnost Chroboly. Spadala pod ní dnes již neexistující osada Planská (Planskus) a několik samot, mimo jiné dva mlýny a kamenolom. V roce 1890 měla 107 obyvatel, roku 1930 už 129 obyvatel (v naprosté většině Němců). Po roce 1945 byli obyvatelé vysídleni a Ovesné začalo chátrat. Před úplným zánikem ves zachránili chalupáři, kteří větší část chalup opravili a udržují. I tak již část domů nestojí.

## Obyvatelstvo
| Rok            | 1869 | 1880 | 1890 | 1900 | 1910 | 1921 | 1930 | 1950 | 1961 | 1970 | 1980 | 1991 | 2001 | 2011 | 2021 |
| -------------- | ---- | ---- | ---- | ---- | ---- | ---- | ---- | ---- | ---- | ---- | ---- | ---- | ---- | ---- | ---- |
| Počet obyvatel | 238  | 201  | 212  | 223  | 208  | 220  | 215  | 60   | 28   | 6    | 3    | 7    | 8    | 14   | 29   |
| Počet domů     | 32   | 32   | 33   | 33   | 32   | 33   | 33   | 32   | 32   | 3    | 2    | 3    | 18   | 19   | 20   |

## Obecní správa
Při sčítání lidu v letech 1850–1920 Ovesné bylo osadou obce Chroboly v okrese Prachatice. V letech 1921–1958 bylo samostatnou obcí v okrese Prachatice. Od roku 1959 je opět částí obce Chroboly v okrese Prachatice.

## Pamětihodnosti
- Zvonička – čp. 13
- Kříž před čp. 7